# Triclistus talitzkii
Triclistus talitzkii är en stekelart som beskrevs av Valentina I. Tolkanitz 1983. Triclistus talitzkii ingår i släktet Triclistus och familjen brokparasitsteklar. Inga underarter finns listade i Catalogue of Life.